# Anneau de Boole
Un anneau de Boole (ou Algèbre de Boole),  est un anneau unitaire (E, +, •, 0, 1) dans lequel tout élément a vérifie la relation a•a = a.
Il découle immédiatement de la définition qu'un anneau de Boole est commutatif et que chaque élément est son propre opposé (en calculant le carré de x + 1, puis celui de x + y).
En un sens qui peut être rendu précis, les anneaux de Boole sont les algèbres de Boole présentées autrement. On passe de l'anneau de Boole (E, +, •, 0, 1) à l'algèbre de Boole (E, ∨, ∧, ', 0, 1) en posant  
- a∧b =  a·b
- a' = 1 - a
- a ∨ b =  a + b + a·b

et réciproquement, avec la première égalité et en posant
- a+b =  (a ∨ b)∧(a' ∨ b') = a∧b' ∨ a'∧b.

En particulier l'addition des anneaux de Boole est le ou exclusif (ou XOR).
Pour un même polynôme, les opérations primitives d'algèbre de Boole conduisent aux deux formes normales conjonctive et disjonctive, celles d'anneau de Boole à la  forme algébrique normale. 
- Sur le plan pratique, le calcul booléen sert pour la conception des circuits logiques à base de ET/AND, OU/OR, NON/NOT, NI/NAND ou NOR,  calculs dans lesquels l'utilisation des OU EXCLUSIF/XOR est malaisée[réf. nécessaire], tandis que l'anneau de Boole met en vedette ET/AND et OU EXCLUSIF/XOR, et exprime clairement les clés de parité. Ces deux systèmes équivalents ont ainsi tendance à s'adresser à des technologies différentes.
- Sur le plan mathématique, l'anneau de Boole permet la transition entre calcul booléen traditionnel, corps fini 'F2 et applications aux codes détecteurs/correcteurs d'erreurs[2].